# Патриарший экзархат Басры и Кувейта
Патриарший экзархат Басры и Кувейта — экзархат Сирийской католической церкви с центром в городе Басра, Ирак. Патриарший экзархат Басры и Персидского залива распространяет свою юрисдикцию на южную часть Ирака и Кувейт.

## История
В 1982 году Римский папа Иоанн Павел II учредил Патриарший экзархат Басры и Кувейта, выделив его из багдадской архиепархии. В настоящее время экзархат состоит из одного прихода в Басре. Численность верующих составляет около 360 человек.

## Епископы
- - вакансия;
- епископ Афанасий Матти Шаба Матока (1997—2001);
- епископ Шарбель Иссу (2001—2003);
- епископ Марзена Эшак (2003 — по настоящее время).

## Источник
- Annuario Pontificio, Libreria Editrice Vaticana, Città del Vaticano, 2003, ISBN 88-209-7422-3.